# Commerce spatial

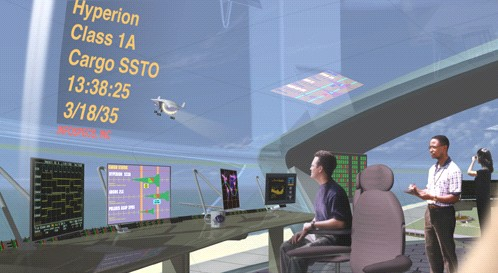
Salle de contrôle d'un spatioport commercial (représentation de la NASA).

Le commerce spatial désigne l'ensemble des échanges interplanétaires ou interstellaires de biens et de services. Diverses théories sur son fonctionnement exact ont été formulées depuis les années 1960 par des scientifiques et des experts de tous les domaines (économie, sociologie, droit), mais ce sont des auteurs de science-fiction qui, les premiers, en ont pensé les modalités.
En 2023, le commerce spatial ne relève plus seulement de l'esthétique futuriste : divers partenariats public-privé tissés entre agences spatiales et entreprises du New Space font apparaître un véritable écosystème, d'abord dans l'orbite terrestre, puis au-delà.

## Histoire

### Premières applications concrètes
Les premières applications du commerce spatial se manifestent dans les contrats accordés par la NASA à différentes sociétés privées américaines pour des vols d'approvisionnement et de transport de personnes entre la Terre et la Station spatiale internationale, respectivement les programmes Commercial Orbital Transportation Services et Commercial Crew Development, débouchant respectivement sur les programmes Commercial Resupply Services et Commercial Crew Program. Ainsi, en 2014, Boeing est retenue pour le transport des astronautes, en 2016, SpaceX est retenue pour le ravitaillement, et en 2021, différents contrats sont signés entre la NASA et des entreprises privées, Blue Origin, Nanoracks (en) et Northrop Grumman pour développer de futures stations spatiales.
En 2020, la NASA fait un pas de plus et lance un appel d'offres pour les entreprises privées qui seraient susceptibles de lui ramener des échantillons de sol lunaire. L'agence spatiale se dit prête à acheter, avant 2024, entre 50 et 500 grammes de cette poussière, auprès de qui voudra bien la fournir. En 2018, la NASA avait déjà mis en place le programme Commercial Lunar Payload Services, favorisant le développement d'atterrisseurs lunaires privés sur lesquels l'agence spatiale enverra ses charges utiles. Au même moment, des entreprises privées commencent à essayer de poser leurs propres atterrisseurs sur la Lune, dont SpaceIL (Beresheet, en 2019) et ispace (Hakuto-R, en 2023).
En 2023, un rapport du Sénat français constate par ailleurs que les opportunités économiques présentées par les dépôts de carburant orbitaux sont déjà bien concrètes, tandis que le marché du transport Terre-Lune est estimé à 100 milliards de dollars en valeur cumulée de 2020 à 2040. Le rapport relève que le développement de l'économie lunaire dépend principalement des commandes de la NASA dans le cadre du programme Artemis.

### Projets de colonisation de Mars
Le développement du commerce au sein du système solaire est parfois considéré comme l'une des manières de rendre la colonisation de Mars rentable, et la planète rouge autosuffisante. 
Dès 1992, Jim Plaxco, dans un article avançant quelques arguments en faveur de la colonisation de Mars, indiquait que Phobos et Déimos, deux satellites de Mars, pourraient être utilisés à terme comme des bancs d'essai sur lesquels expérimenter de nouvelles techniques d'extraction minière sur des astéroïdes. Ils pourraient ensuite devenir des postes de traite clés dans le commerce interplanétaire, en raison de leur position privilégiée au sein du système solaire.
En 1995, Robert Zubrin, de Lockheed Martin Astronautics, dans un article sur la viabilité économique de la colonisation de Mars, mettait aussi en avant le commerce interplanétaire comme un moyen par lequel les colonies martiennes pourraient s'enrichir, soulignant que la position des orbites de la Terre et de Mars par rapport à la ceinture d'astéroïdes plaçaient la seconde dans une bien meilleure position que la première pour développer l'exploitation minière des astéroïdes.
Il a été affirmé que si différents endroits du Système solaire venaient à être habités par des humains, ils éprouveraient le besoin de transporter des ressources précieuses entre différentes planètes, lunes et astéroïdes. La ceinture d'astéroïdes en particulier devrait devenir une source importante de minerais précieux, sur lesquelles pourraient être implantés des infrastructures minières industrielles, tandis que la Terre exporterait vers cette nouvelle périphérie des produits de haute technicité. L'hélium 3 est une autre ressource précieuse qui pourrait être tirée de l'exploitation de l'espace. 

## Principaux intervenants
Parmi les principaux intervenants du commerce spatial, il faut mentionner :
- Les agences spatiales (NASA en particulier), qui alimentent le secteur par la commande publique ;
- Les constructeurs de véhicules et de lanceurs (Boeing, Arianespace, Lockheed Martin), grâce auxquels les cargaisons peuvent être transportées ;
- Les opérateurs de vol (SpaceX, Blue Origin), qui assument la responsabilité du transport des biens et des marchandises.

## Considérations techniques

### Intermodalité
La construction de spatioports commerciaux de grande capacité va de pair avec leur connexion à d'autres modes de transport, tels que le chemin de fer ou la mer. Par l'intermodalité, les spatioports s'intégreraient ainsi dans les tissus économiques locaux. Une analyse des problèmes commerciaux, techniques et logistiques pour un spatioport en activité a été formulée par le Spaceport Technology Development Office de la NASA.

### Financement des échanges
Il existe à ce sujet plusieurs théories développées par des économistes renommés, tels que Paul Krugman, sur la manière dont les taux d'intérêt devraient être ajustés dans de telles circonstances. À des vitesses très élevées, comme dans le cas où une station spatiale voyage à des vitesses proches de la vitesse de la lumière, une dilatation du temps se produit. En 2004, Espen Gaarder Haug a publié un article de recherche technique dans le magazine Wilmott sur la manière dont les taux d'intérêt et les calculs de valorisation des titres devraient être ajustés pour des vitesses très élevées afin d'éviter l'arbitrage. Il a publié ses théories sur la "SpaceTime Finance" dans un livre publié en 2007 intitulé Derivatives Models on Models. Paul Krugman, lauréat du prix d'économie en mémoire d'Alfred Nobel, a publié un article de recherche sur le commerce interstellaire en 2010.
John Hickman estime que le principal obstacle au développement du commerce spatial est la distance, qui devrait réduire le commerce à l'échange de biens immatériels. Il serait dès lors plus difficile de faire affaire dans une monnaie commune et de faire en sorte que les États remboursent les dettes qu'ils contractent.

## Cadre juridique
Plusieurs compagnies d'assurance proposent des solutions d'assurance spatiale, parmi lesquelles Axa, Munich Re ou Scor.

## Aspects environnementaux
L'efficacité énergétique du transport interplanétaire sera un facteur important pour estimer la valeur économique d'une route commerciale interplanétaire.

## Dans la culture

### Cinéma
Plusieurs films contiennent des représentations du commerce spatial, parmi lesquels :
- Valérian et la Cité des mille planètes
- Dune

### Jeu vidéo
Plusieurs jeux vidéo contiennent des représentations du commerce spatial, parmi lesquels :
- Freelancer
- Offworld Trading Company
- Rebel Galaxy
- Spore
- Stellaris
- Star Citizen
- X